# Gare de Volvic
Gare de Volvic vasútállomás Franciaországban, Volvic településen.

## Vasútvonalak
Az állomást az alábbi vasútvonalak érintik:
- d'Eygurande - Merlines–Clermont-Ferrand-vasútvonal
- Ligne de Lapeyrouse à Volvic

## Kapcsolódó állomások
A vasútállomáshoz az alábbi állomások vannak a legközelebb:
- Gare de Durtol - Nohanent